# Altos Alpes (montaña)

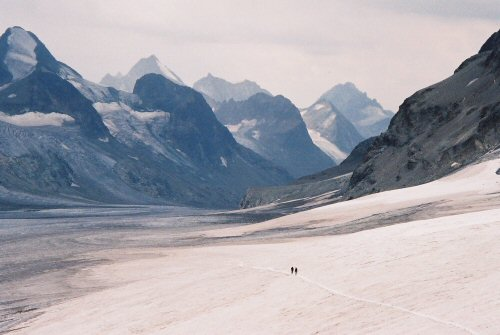
Parte de la Haute Ruta entre Francia y Suiza; Se pueden ver dos montañeros siguiendo la estela marcada en la nieve.

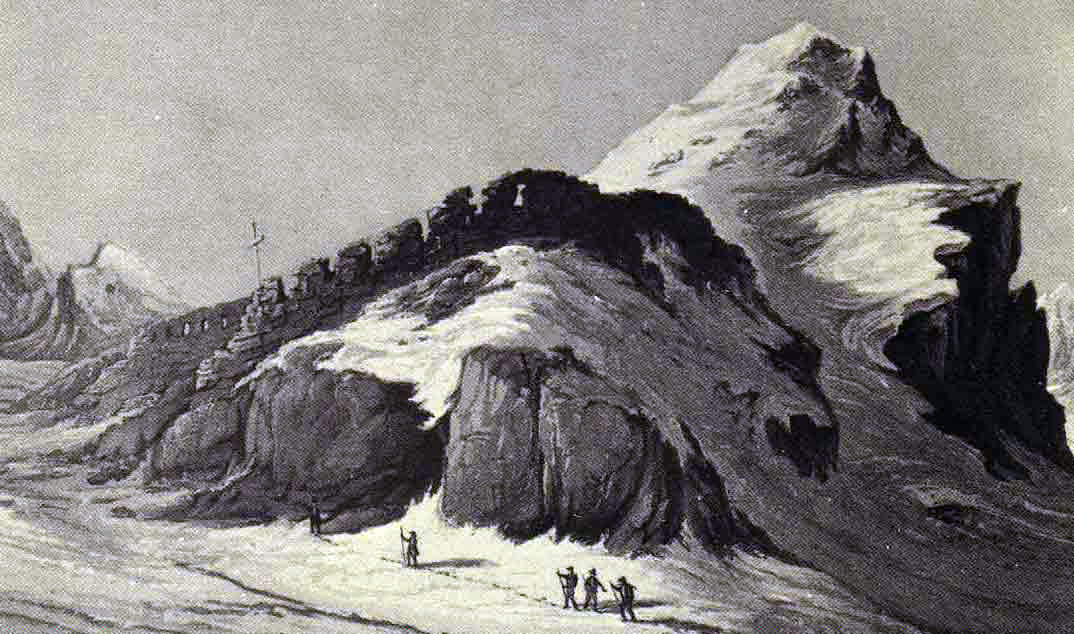
Vista del puerto de Theodul (3,295 m) alrededor del 1800.

Los Altos Alpes son aquellas partes de los Alpes inadecuadas para ser habitadas o para la trashumancia estacional. Incluye todas las regiones que están a más de 3000 m sobre el nivel del mar, así como la mayoría de las regiones entre 2500 m y 3000 m (Juf a 2126 m es el pueblo más alto habitado permanentemente en los Alpes. Los pastos alpinos suelen estar por debajo de los 2400 m, pero excepcionalmente pueden estar ubicados tan alto como a los 2800 m.).
Los Altos Alpes tienen un clima de tundra o de casquete glaciar en lugar del clima alpino epónimo de la región alpina a 1800–2500 m, que se da por encima de la línea de árboles, pero que todavía puede ser usado para la trashumancia.
La exploración de los Altos Alpes comenzó en el siglo XVIII con Horace-Bénédict de Saussure. La primera ascensión al pico más alto de los Alpes, el Mont Blanc, data de 1786.
Todos los puertos de montaña importantes de Suiza están por debajo de los 2500 m (el más alto es el Nufenen Pass a 2478 m), pero hay algunos pasos de pie que están a más de 3000 m: Schöllijoch a 3343 m, Theodul Pass a 3301 m, Zwischbergen Pass a 3268 m, y otros. De interés histórico es el Schnidejoch a 2756 m que parece haber servido como paso desde tiempos prehistóricos. En otros países alpinos hay puertos más elevados, como el Col de l'Iseran (la carretera asfaltada más alta de Europa) en Francia y el Paso Stelvio en Italia.
La línea de nieves perpetuas en los Alpes no es fija. La aparición de condiciones meteorológicas favorables durante varias temporadas sucesivas puede aumentar la extensión de las zonas de nieve y que descienda en altitud el límite de nieve aparentemente permanente, mientras que lo contrario puede hacer que el límite suba en las laderas de las montañas. En algunas partes de los Alpes, el límite está aproximadamente a 2400 m de altura, mientras que en otras zonas es de unos 2900 m. Como queda muy poca nieve en las rocas de más de 60° de inclinación, el viento la elimina pronto, algunas rocas con mucha pendiente permanecen desnudas incluso cerca de las cumbres más altas, pero como casi todos los lugares que ofrecen alguna posibilidad de retención están cubiertos de nieve, se ven pocas plantas con flores por encima de los 3350 m.

El clima de la región glacial a menudo se ha comparado con el de las regiones polares, pero son muy diferentes. Aquí, la radiación solar intensa durante el día, que eleva la temperatura de la superficie cuando está seca a cerca de 27 °C, se alterna con heladas severas durante la noche. Allí, el Sol solo puede enviar rayos débiles que mantienen una temperatura baja, y rara vez se elevan más de unos pocos grados por encima del punto de congelación. Por lo tanto, la región superior de los Alpes sostiene una vegetación mucho más variada.
| Mapa de relieve de los Alpes con las altituras por encima de los 2,500 m señaladas                                                           |
| Alpes berneses Alpes cocios Alpes orientales Alpes grayos Alpes del Delfinado Alpes de Glaris Alpes peninos Alpes Lepontinos Alpes Marítimos |